# 連文沖
連文沖，浙江省杭州府錢塘縣人，清朝政治人物、同進士出身。
光緒六年（1880年），参加庚辰科殿試，登進士三甲第84名。同年五月，授內閣中書。